# ديفيد أكوا
ديفيد أكوا (بالإنجليزية: David Acquah)‏ هو لاعب كرة قدم غاني، ولد في 4 أبريل 2001.